# Colin Tudge
Colin Tudge (né le 22 avril 1943) est un écrivain et journaliste scientifique britannique. Biologiste de formation, il est l'auteur de nombreux ouvrages de vulgarisation sur l'alimentation, l'agriculture, la génétique et la diversité des espèces.